# Taco van den Honert
Taco Hajo van den Honert  (ur. 14 lutego 1966 w Lejdzie) – holenderski hokeista na trawie. Dwukrotny medalista olimpijski.
W reprezentacji Holandii debiutował w 1987. Brał udział w trzech igrzyskach (IO 88, IO 92, IO 96), dwa razy zdobywał medale: brąz w 1988 oraz złoto w 1996. Z kadrą brał udział m.in. w mistrzostwach świata w 1990 (tytuł mistrzowski). Łącznie rozegrał 215 spotkań i zdobył 118 bramek (do 1996). Zdobywał tytuły mistrza kraju.